# Beale Pinnacle
Beale Pinnacle (englisch für Bealezinne) ist eine stiefelförmige Felsnadel von 60 m Höhe in der Gruppe der ostantarktischen Balleny-Inseln. Sie ragt unmittelbar vor Kap Beale an der Küste von Borradaile Island auf.
Benannt ist die Insel nach William Beale, neben Charles Enderby (1798–1876) einer von insgesamt sieben britischen Kaufleuten, welche John Ballenys Antarktisexpedition (1838–1839) finanzierten.